# Pilea tsaratananensis
Pilea tsaratananensis är en nässelväxtart som beskrevs av Jacques Désiré Leandri. Pilea tsaratananensis ingår i släktet pileor, och familjen nässelväxter. Inga underarter finns listade i Catalogue of Life.